# Парламент Кюрасао
Парламент Кюрасао, или Штаты Кюрасао (папьям. Parlamento di Kòrsou, нидерл. Staten van Curaçao) — однопалатный законодательный орган самоуправляемого государства Кюрасао в составе Королевства Нидерландов. Парламент был образован 27 августа 2010 года после реорганизации Нидерландских Антильских островов. В парламент Кюрасао входит 21 член, избираемый в ходе всеобщих выборов на четырёхлетний срок.
Парламент Кюрасао назначает премьер-министра и членов Совета министров. Этот же премьер-министр предлагает монарху губернатора Кюрасао как представителя короны, назначаемого на шесть лет.
Первым председателем Парламента был Ивар Асьес от партии Суверенный народ, а вице-председателем — Америго Тоде от Движения за будущее Кюрасао, которые работали в 2010—2012 годах.

## Состав парламента
Остров Кюрасао стал самоуправляемым государством в составе Королевства Нидерландов с момента роспуска Федерации Нидерландских Антильских островов в 2010 году. Парламент был создан в октябре 2010 года.
Однопалатный парламент состоит из 21 депутата, избираемого на 4 года по многомандатной пропорциональной системе голосования по партийным спискам в одном общенациональном избирательном округе.